# Sénégali de Reichenow
Cryptospiza reichenovii
Espèce
Statut de conservation UICN

 LC  : Préoccupation mineure
Le Sénégali de Reichenow (Cryptospiza reichenovii) est une espèce de passereau appartenant à la famille des Estrildidae.